# 선 (철학)
선(善)이란 일반적으로 좋은 것(일) · 뛰어난 것(일) · 훌륭한 것(일)을 뜻한다. 따라서 선은 사물 · 인간 ·  상황에 관한 것이다.
특히 중요한 것은 도덕적인 가치로서의 선이다. 그러나 무엇이 가장 중요한 도덕적 선인가는 시간 · 장소 · 사람에 따라 달라진다. 그것은 용기일 수도 있고 지(知)일 수도 있고 행복일 수도 있고 쾌락일 수도 있고, 절제나 노동일 수도 있다.
모든 선 가운데에서 최고의 것을 최고선(最高善)이라 한다. 예를 들면, 칸트는 도덕 법칙 (이성의 소리)에 따르는 의지를 선의지(善意志)라 하고, 선의지(덕)를 최상의 선이라 했다. 그리고 최상의 선, 즉 선의지(덕)가 그것에 적합한 행복을 누린다고 보았는데, 이와 같이 선의지(덕)와 합치 또는 일치된 행복을 최고선(最高善: 가장 좋은 것)이라 불렀다.
선의 반대는 악(惡)이다.

## 위인의 어록
“인(仁)은 곧 선(善)이다.” - 공자

“선(善)은 강함이다. 약한 것은 악이다.” - 한비 대신

“진실은 반드시 따르는 자가 있고 정의는 반드시 이루는 날이 있다.” - 김좌진 장군

“남을 너그럽게 받아들이는 사람은 항상 사람들의 마음을 얻게 되고, 위엄과 무력으로 엄하게 다스리는 자는 항상 사람들의 노여움을 사게 된다.” - 세종대왕

## 같이 보기
- 가치론
- 공동선
- 귀납
- 도덕
- 도덕률
- 도덕 실재론
- 도덕의 계보
- 선악을 알게 하는 나무
- 선악의 저편
- 아디아포라
- 악
- 악마
- 악의 문제
- 유토피아
- 의
- 죄

## 참고 문헌
- 이 문서에는 다음커뮤니케이션(현 카카오)에서 GFDL 또는 CC-SA 라이선스로 배포한 글로벌 세계대백과사전의 내용을 기초로 작성된 글이 포함되어 있습니다.